# خانم دلش موتور می‌خواد
خانم دلش موتور می‌خواد فیلمی به کارگردانی جمشید شیبانی و نویسندگی حسن رفیعی محصول سال ۱۳۵۵ است.

## خلاصه داستان
«رعنا» دختر ماهیگیر فقیری است که آرزویش داشتن یک قایق موتوری است و سرانجام با پس‌انداز سالها فعالیت خود و پدرش، راهی می‌شود که قایق را بدست آورد. رعنا با «بهرام» (یکی از جوانان بندر) همسفر می‌شود. در بین راه گروهی که با بهرام در گذشته درگیری داشتند، برخورد کرده و نزاعی سخت درمی‌گیرد و در پایان نیز پس‌انداز رعنا را به سرقت می‌برند. رعنا و بهرام ماجرا را پی‌گیری کرده و سرانجام سارقین را یافته و پول را پس می‌گیرند. رعنا قایق موتوری مورد نظرش را بدست می‌آورد.

## بازیگران
- پوری بنایی
- بهمن مفید
- علی میری